# Onthophagus compactus
Onthophagus compactus är en skalbaggsart som beskrevs av Gilbert John Arrow 1933. Onthophagus compactus ingår i släktet Onthophagus och familjen bladhorningar. Inga underarter finns listade i Catalogue of Life.